# Dieulouard

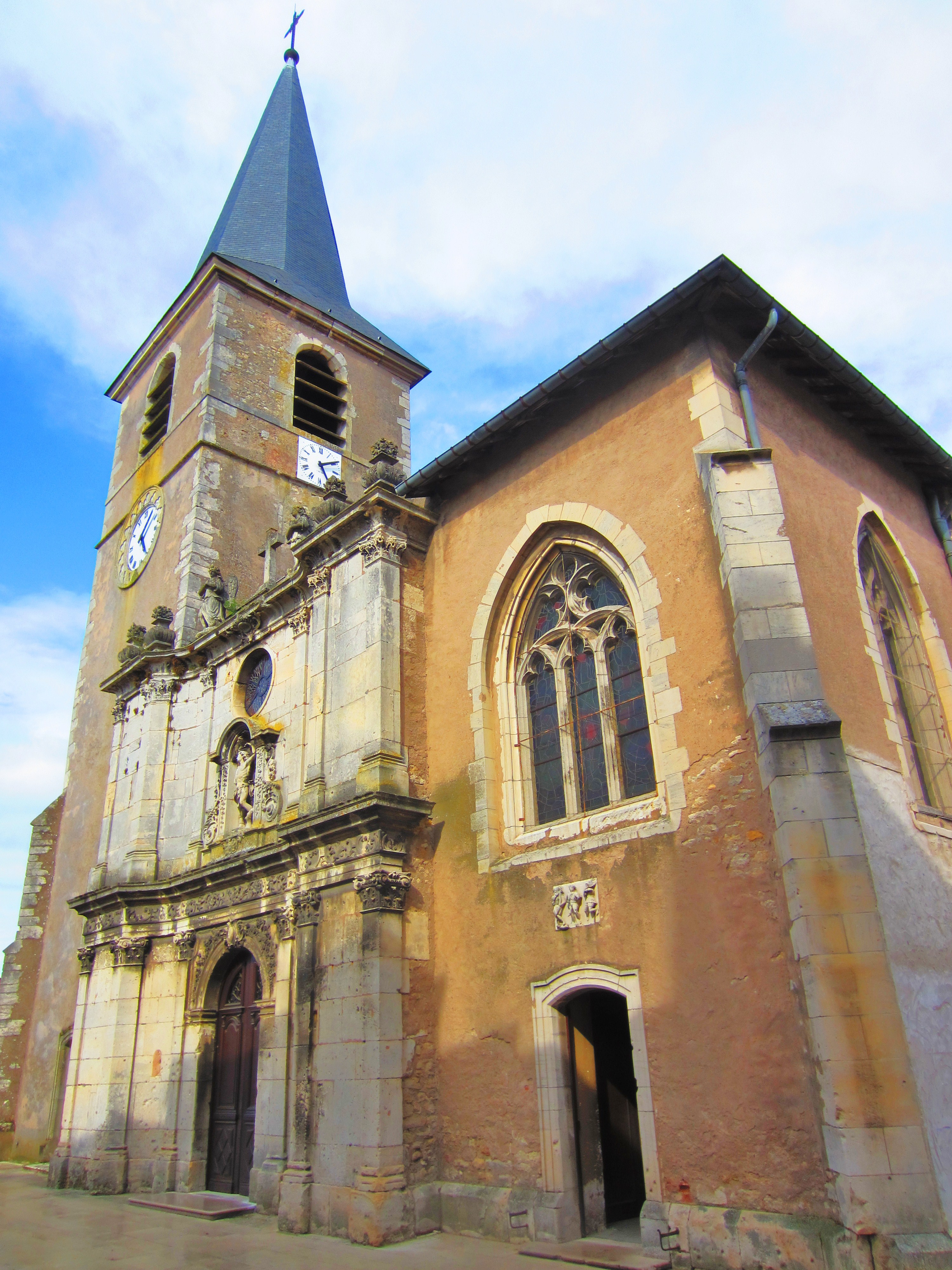
Kościół św. Sebastiana (2012)

Dieulouard – miejscowość i gmina we Francji, w regionie Grand Est, w departamencie Meurthe i Mozela.
Według danych na rok 1990 gminę zamieszkiwały 4903 osoby, a gęstość zaludnienia wynosiła 277 osób/km² (wśród 2335 gmin Lotaryngii Dieulouard plasuje się na 89. miejscu pod względem liczby ludności, natomiast pod względem powierzchni na miejscu 244.).

## Populacja

Populacja Dieulouard w latach 1962–2008